# Lei Falcão

Armando Falcão, autor da lei.

A Lei Falcão é uma lei brasileira criada em 1976 durante o Governo Ernesto Geisel e tem este nome por causa do seu criador Armando Falcão, que tinha como objetivo principal evitar o fortalecimento de uma oposição. Com essa lei, a propaganda política foi limitada por meio de um sistema igualitário de apresentação dos candidatos políticos na televisão e no rádio.

## História
A Lei Falcão (Lei nº 6339/76) foi criada em 1 de julho de 1976 e recebeu o nome de seu criador, o então Ministro da Justiça, Armando Falcão . Esta lei foi criada durante o governo Geisel (1974/1979) e visava implementar mudanças em relação às propagandas eleitorais transmitidas por televisão e rádio no território brasileiro. A partir da promulgação da lei, que propôs uma nova redação ao art. 250 do Código Eleitoral, candidatos de quaisquer partidos estavam proibidos de anunciar, em suas propagandas, outras informações além de breves dados sobre sua trajetória de vida. Também era vetada a veiculação de músicas com letra - bem como discursos ou imagens. A única exceção era em relação à foto do candidato, que poderia ser exibida na televisão, juntamente com seu respectivo nome, partido e a leitura de seu currículo. Era permitido, ainda, a menção do horário e local dos comícios.
Segundo o governo militar, a Lei teria como objetivo dar igualdade aos candidatos e partidos políticos no tempo de sua apresentação aos brasileiros, já que nem todos os partidos proviam do dinheiro necessário para conseguir, na televisão e no rádio, o mesmo tempo que os demais. Desse modo, a Lei Falcão restringia o tempo de todos os partidos a um padrão, de modo que, na versão oficial, nenhum fosse prejudicado. Candidatos mais abonados ou de partidos políticos mais ricos seriam apresentados ao público votante de forma exatamente igual a candidatos mais pobres ou de partidos com menor capacidade econômica - embora, na época, existissem apenas dois partidos (a ARENA, que dava sustentação à ditadura militar, e o MDB, oposição ao regime). O formato restringia as possibilidades de exposição de ideias, já que não permitia a veiculação de qualquer ideal, e era uma maneira considerada "lenta, gradual e segura” de uma abertura política proposta pelo então presidente. 
A opinião dominante é que a lei fora implementada para tentar diminuir a simpatia do público para com o MDB, já que este era um partido oposto à Ditadura, na época, e vinha cada vez mais ganhando o apoio da população. Dessa forma, a crítica ao regime militar seria evitada nos horários políticos eleitorais.
O Movimento Democrático Brasileiro, com a intenção de criticar a Lei Falcão, saiu às ruas com um "TV-MDB", um programa apresentado na carroça de um caminhão Chevrolet 51 que percorria as ruas. No programa, entre os convidados havia candidatos e atrações como repentistas. Sílvio Sebastiani, então presidente do diretório municipal do MDB, declarou sobre a TV-MDB: "Com isso, atraímos público e mantemos uma crítica constante à 'Lei Falcão'. Essa televisão, ninguém nos tira".
A partir de 1984, a propaganda eleitoral voltou a ser liberada na televisão e, em 1985, as disposições sobre propaganda eleitoral gratuita no rádio e na televisão passaram a ser dadas pela legislação regulamentadora de cada eleição. A Lei nº 9.504/97, art. 107, revogou o artigo 250 do Código Eleitoral e atualmente regulamenta a propaganda eleitoral brasileira. 
A Lei Falcão foi seguida pelo Pacote de Abril de 1977, conjunto de leis que, dentre outras medidas, fixou mandato de 6 anos para o último presidente da ditadura.